# مادو
مادو شهری در شهرستان یاهو در استان باله در بورکینافاسوی جنوبی است و جمعیت آن ۱۷۱۹ نفر است.